# Stefano Nava
Pour les articles homonymes, voir Nava.
Stefano Nava (né le 19 février 1969 à Milan) est un footballeur italien, ayant joué au poste de défenseur. Il est connu pour avoir joué à le Milan AC au début des années 1990.

## Biographie
Stefano Nava a participé à la finale de la Ligue des champions de l'UEFA 1993-1994 contre le FC Barcelone le 18 mai 1994, que l'équipe de la capitale lombarde remporta par 4 buts à 0.
Il est actuellement consultant sur la chaîne SKY Italia. Il a également été durant un mois entraîneur de l'AC Pro Sesto.

## Palmarès
- Vainqueur de la Coupe d'Italie en 1992 avec Parme F.C.
- Champion d'Italie en 1993 et 1994 avec le Milan AC
- Vainqueur de la Ligue des champions en 1994 avec le Milan AC
- Vainqueur de la Supercoupe d'Europe en 1995 avec le Milan AC
- Finaliste de la Ligue des champions en 1993 avec le Milan AC